# 24e régiment de tirailleurs tunisiens
Le 24e régiment de tirailleurs tunisiens était un régiment d'infanterie appartenant à l'Armée d'Afrique qui dépendait de l'armée de terre française.

## Création et différentes dénominations
- 1914 :
  - Août : Régiment de marche du 4e tirailleurs de la 38e division d'infanterie
  - Décembre : 4e R.M.T.
- 1919 : 24e R.T.
- 1920 : Renommé en 24e régiment de tirailleurs tunisiens
- 1922 : Dissolution
- 1936 : Reconstitution du 24e régiment de tirailleurs tunisiens
- 1939 : Appartient à la 5e division d'infanterie nord-africaine à La Roche-sur-Yon puis à la 12e DIM
- 22 juin 1940 : Dissolution

## Chef de corps
- Colonel Oger puis commandant Guillebaud (16 mai 1940)

### Entre-deux-guerres

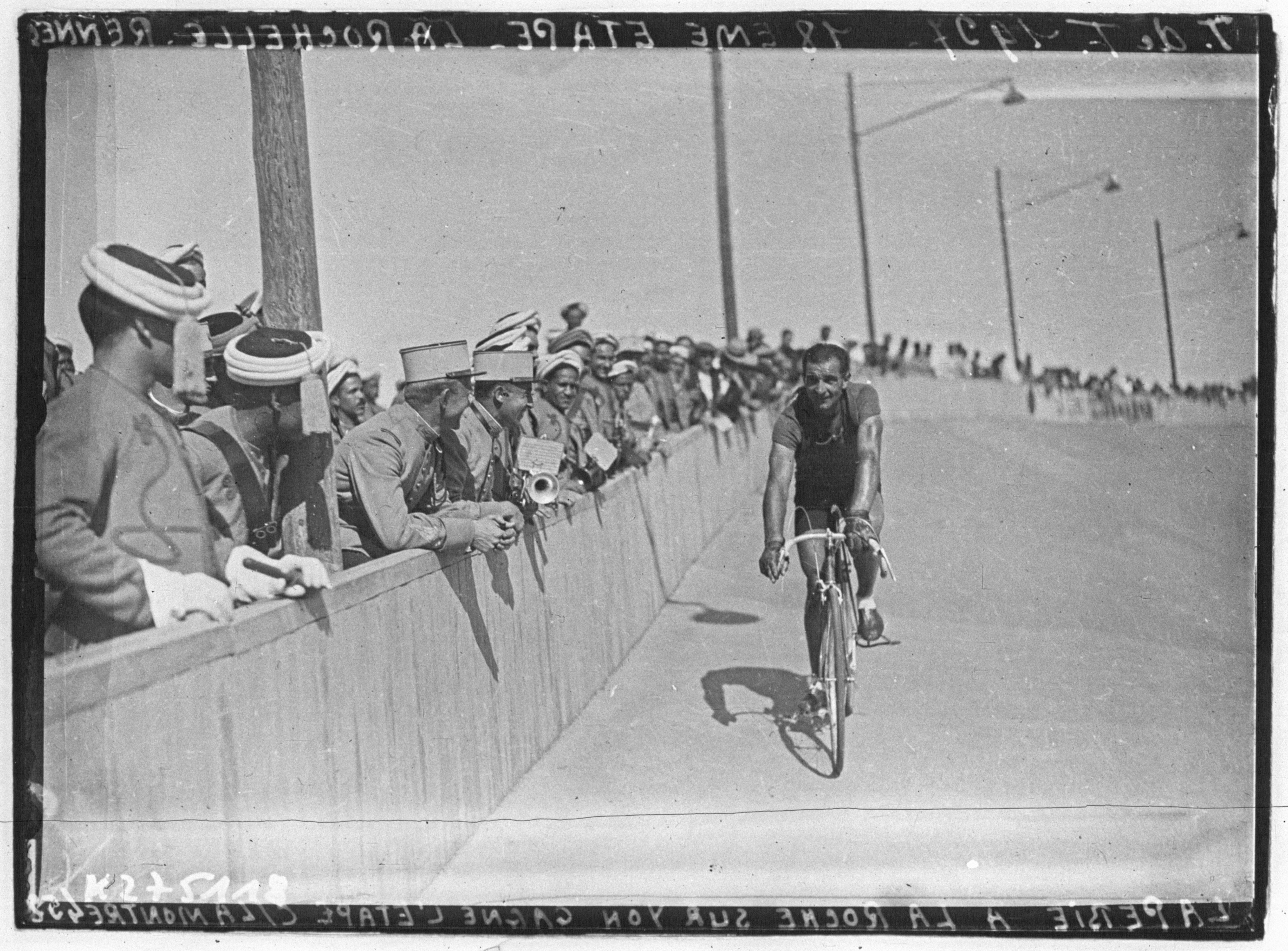
Des militaires du saluent la victoire de Roger Lapébie au contre-la-montre du Tour de France 1937 à La Roche-sur-Yon.

## Historique des garnisons, combats et batailles

### Seconde Guerre mondiale

#### 1939
- Le 24e RTT, affecté 3e division d'infanterie nord-africaine, est en garnison à La Roche-sur-Yon puis il entre dans la composition de la 12e division d'infanterie motorisée

#### 1940
- 10 mai : le 24e RTT, fait partie de la 5e division d'infanterie nord-africaine
- Bataille de France
  - 25 au 30 mai 1940 : Poche de Lille
  - Le 24e RTT est dissous après l'armistice du 22 juin 1940.

## Symboles du24eRTT

### Drapeau du régiment
Il porte, cousues en lettres d'or dans ses plis, les inscriptions suivantes :
- Champagne 1915
- Verdun 1916
- L'Aisne 1918

## Personnalités ayant servi au régiment
- Paul Soutiras (1893-1940), officier français mort pour la France en 1940.

## Sources et bibliographie
- Anthony Clayton, Histoire de l'Armée française en Afrique. 1830-1962, éd. Albin Michel, Paris, 1994
- Robert Huré, L'Armée d'Afrique : 1830-1962, éd. Charles-Lavauzelle, Paris, 1977